# سعود السلولي
سعود السلولي، لاعب كرة قدم سعودي ، يلعب حالياً في نادي الصقور.

## مسيرة اللاعب
لعب في نادي القادسية و نادي الجبيل و نادي وج و نادي الترجي و نادي الصقور.

## روابط خارجية
- سعود السلولي على موقع Soccerway.com (الإنجليزية)